# Steganthera
Steganthera es un género con 30 especies de plantas de flores perteneciente a la familia Monimiaceae. 

## Especies seleccionadas
- Steganthera alpina
- Steganthera australiana
- Steganthera brassii
- Steganthera buergersiana
- Steganthera chimbuensis
- Steganthera crispula
- Steganthera cyclopensis
- Steganthera dentata
- Steganthera elliptica